# 斯卡爾任齊 (赫梅利尼克區)
49°42′30″N 27°56′57″E / 49.70833°N 27.94917°E
斯卡爾任齊（烏克蘭語：Скаржинці）是位於烏克蘭西南部文尼察州裏赫米利尼克區的村莊，始建於1616年，面積0.35平方公里，海拔高度269米，2001年人口645，人口密度每平方公里1,842.86人。